# Milcovu din Vale
Milcovu din Vale – wieś w Rumunii, w okręgu Aluta, w gminie Milcov. W 2011 roku liczyła 263 mieszkańców.